# Ławaryszki
Ławaryszki (lit. Lavoriškės) – wieś na Litwie, w okręgu wileńskim, w rejonie wileńskim, siedziba gminy Ławaryszki. W 2011 wieś liczyła 621 mieszkańców (308 mężczyzn i 313 kobiet).
Ławaryszki leżą przy granicy z Białorusią, na wschód od wsi znajduje się drogowe przejście graniczne Ławaryszki-Kotłówka, do którego z Wilna prowadzi droga nr 103.

## Historia
Historia osadnictwa na tym terenie sięga III-IV wieku, wówczas na wzgórzu położonym przy tzw. trakcie połockim na Ruś, na północnym brzegu Wilenki powstał niewielki drewniany gród warowny. Kilkaset metrów od niego znajdowała się osada z budynkami o konstrukcji słupowej. Mieszkańcy trudnili się wytapianiem żelaza z rudy darniowej. Pierwszy zapis o Ławaryszkach pochodzi z 1443, w Metryce Litewskiej odnotowano, że wieś została nadana wojewodzie wileńskiemu Janowi Dowgirdowi. Z upływem czasu Ławaryszki i okoliczne miejscowości utworzyły tzw. starostwo ławaryskie, które było królewszczyzną, którą oddawano w dzierżawę osobom związanym z dworem królewskim. W XVII wieku ziemie te należały do Paców, a następnie dzierżawił je Daniel Wyhowski. Od połowy XVIII dzierżawcami byli Zybergowie, a po nich wojewoda bracławski Michał Kossakowski. Po utracie przez Rzeczpospolitą niepodległości car Paweł I Romanow nadał mostowniczemu kobryńskiemu Adamowi Bielskiemu starostwo liczące 93 gospodarstwa zamieszkałe przez ponad 800 osób. Do 1842 dzierżawcą był radca tytularny Podgórski, a następnie zgodnie z ukazem carskim wszystkie majątki kościelne i dawną królewszczyznę objęto pełną administracją państwową, Ławaryszkami zaczął rządzić wówczas administrator. 28 sierpnia 1863 miała tu miejsce zwycięska potyczka oddziału powstańczego dowodzonego przez plutonowego Karola Jasiewicza, który podczas walki poległ razem z dwoma innymi żołnierzami. W 1869 w miasteczku było 17 domostw, od 1905 działała wiejska szkoła ludowa. Podczas I wojny światowej miały tu miejsce starcia wojsk carskich z nacierającymi Niemcami, poległych grzebano w pobliżu kościoła. W II Rzeczypospolitej miasteczko Ławaryszki należało do gminy wiejskiej Mickuny w powiecie wileńsko-trockim, w województwie wileńskim. W 1931 roku liczyło 202 mieszkańców i znajdowało się w nim 39 budynków mieszkalnych, działała tu poczta, posterunek policji, remiza strażacka oraz szkoła powszechna. Podczas II wojny światowej działały polskie oddziały partyzanckie Armii Krajowej.
Przy ulicy wileńskiej 7 znajduje się Gimnazjum im. Stefana Batorego, w którym nauczanie prowadzone jest w języku polskim. W roku szkolnym 2023/24 uczęszczało do niego 191 uczniów. Dyrektorem placówki jest Renata Barusewicz. Szkołę założono w 1980 roku.